# Getac
Getac (рус. Джитэк) — дочерняя компания холдинга MiTAC-Synnex с головным офисом в Тайване, производящая ноутбуки, планшетные  промышленные компьютеры и мобильные устройства для жестких условий эксплуатации.

## Продукция
Основные категории оборудования:
- планшеты  F110, ZX70, A140
- наладонный компьютер PS336,
- классические и трансформируемые ноутбуки X500, B300, V110, S400.

Устройства Getac соответствуют стандартам MIL-STD-810G, MIL-STD-461F и IEC60529 (IP54, IP65, IP67).
Изделия Getac разделены на классы::
- полузащищённые (semi rugged) – обладающие защитой от пыли и влажности и устойчивые к падению с определенной высоты;
- полностью защищённые (fully rugged — обладают водо- и пылезащитой, устойчивы к ударам и падениям, имеют защиту от вибраций и агрессивных сред;
- ultra rugged – модель устройств с усиленным корпусом, выдерживающая падения с высоты, агрессивные среды, а также высокие и низкие температуры;
- business rugged – полузащищенные устройства, работающие в умеренно сложных условиях, повышенной влажности и пыли, выдерживает падения небольшой высоты.

Технологии, используемые в устройствах Getac::
- технология изготовления экранов QuadraClear, позволяющая читать изображение при интенсивном солнечном свете;
- технология ночного видения без использования дополнительных очков[8];
- технология энергосбережения и горячего резервирования батарей;

## Применение
Сферы применения защищенных устройств Getac:
- оборонные структуры, правоохранительные органы,
- коммунальные службы,
- воздушный и железнодорожный транспорт,
- нефте- и газодобывающей промышленность,
- телекоммуникации,
- промышленное производство (металлургия, химическая промышленность),
- для исследовательских целей (геологи, моряки).